# An Coileachan
An Coileachan ist ein als Munro eingestufter, 923 m (3.028 ft) hoher Berg in den schottischen Highlands. Sein gälischer Name kann in etwa mit Der kleine Hahn übersetzt werden. Er liegt in der Berggruppe der Fannichs, gut 50 Kilometer nordwestlich von Inverness.
In der Hauptkette der Fannichs bildet der An Coileachan den südöstlichen Abschluss. Nordwestlich ist der Meall Gorm benachbart, der mit 949 m (3.114 ft) ebenfalls als Munro eingestuft ist. Zu ihm besteht Übergang über den 775 m hohen Bealach Bàn. Auf der Nord- und der Ostseite fällt die runde Kuppe des An Coileachan, beginnend mit dem kurzen Nordgrat, mit felsdurchsetzten steilen Hängen ab und umschließt mehrere Corries. Im Norden liegt das Coire Loch nan Eun, durch den Nordostgrat getrennt folgt das Garbh Choire Beag und anschließend das Garbh Choire Mòr. Die letzten beiden sind durch den Ostgrat des 864 m (2.835 ft) hohen Vorgipfels An Eigin getrennt. Im Süden endet das Massiv des An Coileachan schließlich in der steilen Flanke des Faire nam Fiadh oberhalb des Ostendes von Loch Fannich. Im Unterschied zur felsgeprägten Nord- und Ostseite ist der An Coileachan auf der Süd- und Westseite von überwiegend deutlich flacher abfallenden Hängen mit Gras- und Heideflächen dominiert. Lediglich der kurze und runde Südgrat gliedert die Südwestseite und umschließt zusammen mit dem An Eigin das grasige Coire nan Laogh. Weithin sichtbar ist der Gipfelbereich des An Coileachan, auf dem flachen Gipfelplateau ist er durch Felsklippen gekennzeichnet, auf denen ein Cairn den höchsten Punkt markiert.

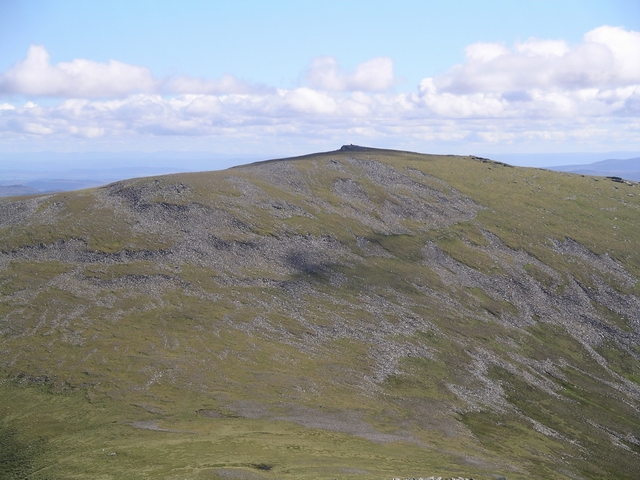
Blick vom Ostgipfel des Meall Gorm zum An Coileachan
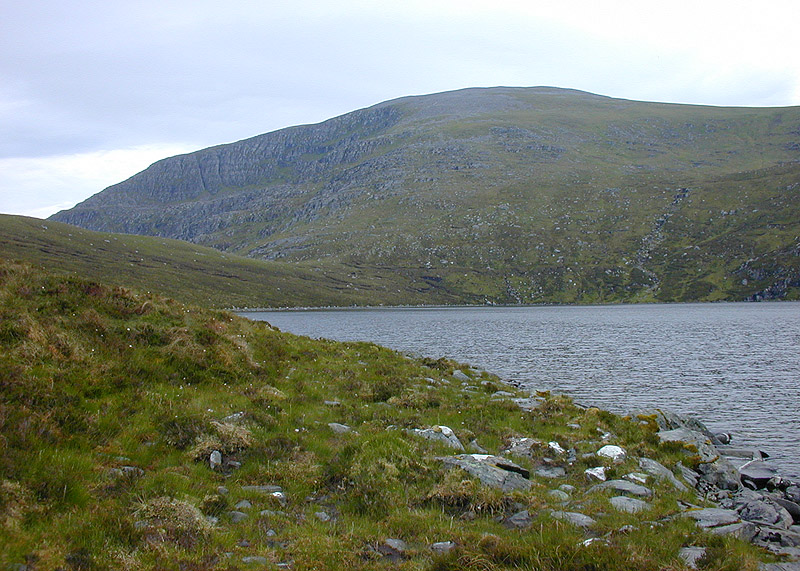
Die Nordflanke des An Coileachan, im Vordergrund Loch Gorm
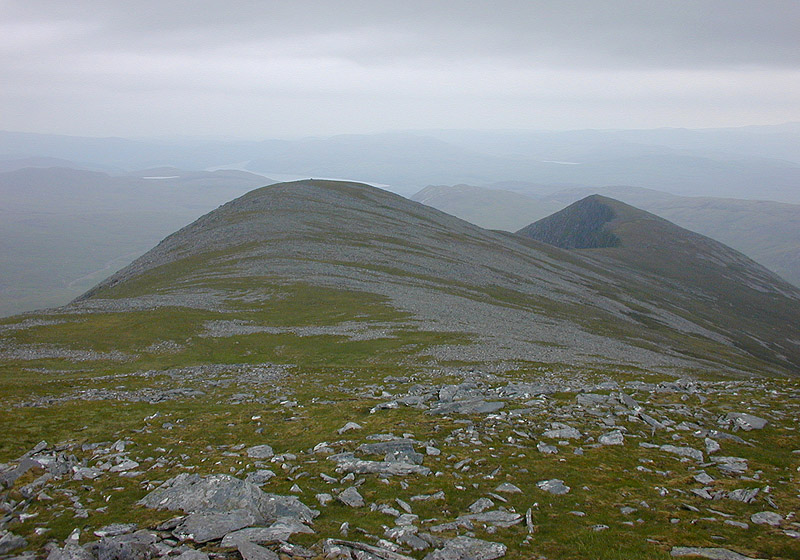
Blick vom Hauptgipfel des An Coileachan nach Südosten zum Vorgipfel An Eigin
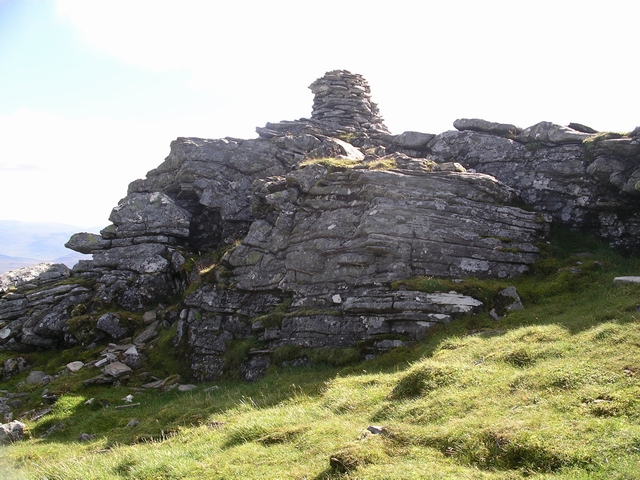
Der Gipfelcairn des An Coileachan

Die zentrale Kette der Fannichs liegt abseits öffentlicher Straßen und erfordert relativ lange Anstiege. Viele Munro-Bagger besteigen den An Coileachan im Rahmen einer Rundtour über weitere Munros der Bergkette, meistens über den Beinn Liath Mhòr Fannaich , den Sgùrr Mòr und den Meall Gorm. Ausgangspunkt für diese Tour ist ein Parkplatz an der Torrandhu Bridge. Die A835 quert an dieser Stelle den Abhainn an Torrain Duibh, den westlichen Zufluss von Loch Glascarnoch, dessen Quellbäche an der Ostflanke der Fannichs entspringen. Entlang dieser Wasserläufe führt der Zustieg weitgehend weglos zum Ostgrat des Beinn Liath Mhòr Fannaich und weiter über dessen Gipfel und Südwestgrat zur Hauptkette der Fannichs, über diese zum An Coileachan. Alternativ kann der An Coileachan als erster Gipfel der Rundtour über seine Nordflanke erreicht werden. Von dessen Gipfel führt die Rundtour über den Meall Gorm. Eine weitere Zustiegsmöglichkeit besteht aus Richtung Süden über den Südgrat des Meall Gorm. Ausgangspunkt ist die Fannich Lodge am Ufer von Loch Fannich, die allerdings nur per Mountain Bike über eine nicht öffentliche Fahrpiste erreicht werden kann.